# Biathlon na Zimowych Igrzyskach Paraolimpijskich 2010 - 3 kilometry kobiet - osoby niewidome
Zawody biathlonowe na dystansie trzech kilometrów dla kobiet niewidomych odbyły się 13 marca w Whistler Olympic Park.

## Kwalifikacje
| Rk. | NR | Zawodniczka          | Kraj | Czas realny | Praca | Rundy karne | Czas końcowy | Strata   |
| --- | -- | -------------------- | ---- | ----------- | ----- | ----------- | ------------ | -------- |
| 1   | 11 | Verena Bentele       | GER  | 12:16,59    | 85%   | 2 (2+0)     | 11:06,10     |          |
| 2   | 11 | Lubow Wasiljewa      | RUS  | 11:05,70    | 98%   | 1 (0+1)     | 11:12,39     | +6,29    |
| 3   | 9  | Michalina Łysowa     | RUS  | 10:47,38    | 100%  | 2 (1+1)     | 11:27,38     | +21,28   |
| 4   | 5  | Tatjana Iluczenko    | RUS  | 11:26,25    | 100%  | 1 (1+0)     | 11:46,25     | +30,15   |
| 5   | 8  | Oksana Szyszkowa     | UKR  | 13:15,79    | 98%   | 2 (1+1)     | 13:39,87     | +2:33,77 |
| 6   | 1  | Robbi Weldon         | CAN  | 12:34,74    | 98%   | 6 (3+3)     | 14:19,65     | +3:13,55 |
| 7   | 2  | Yurie Kanuma         | JPN  | 15:48,83    | 85%   | 3 (1+2)     | 14:26,51     | +3:20,41 |
| 8   | 3  | Anne-Mette Bredahl   | DEN  | 14:55,53    | 85%   | 6 (2+4)     | 14:41,20     | +3:35,10 |
| 9   | 7  | Courtney Knight      | CAN  | 14:14,97    | 100%  | 2 (1+1)     | 14:54,97     | +3:48,87 |
| 10  | 4  | Nathalie Morin       | FRA  | 14:00,95    | 100%  | 3 (1+2)     | 15:00,95     | +3:54,85 |
| 11  | 6  | Margarita Gorbounova | CAN  | 14:51,15    | 100%  | 4 (1+3)     | 16:11,15     | +5:05,05 |

## Finał
| Rk.    | NR | Zawodniczka       | Kraj | Czas realny | Praca | Rundy karne | Czas końcowy | Strata  |
| ------ | -- | ----------------- | ---- | ----------- | ----- | ----------- | ------------ | ------- |
| złoto  | 1  | Verena Bentele    | GER  |             | 85%   | 3 (1+2)     | 12:51,8      |         |
| srebro | 2  | Lubow Wasiljewa   | RUS  |             | 98%   | 2 (0+2)     | 13:23,4      | +31,6   |
| brąz   | 3  | Michalina Łysowa  | RUS  | 13:00,8     | 100%  | 2 (2+0)     | 13:40,8      | +49,0   |
| 4      | 4  | Tatjana Iluczenko | RUS  | 13:25,6     | 100%  | 5 (3+2)     | 15:05,6      | +2:13,8 |
| 5      | 5  | Oksana Szyszkowa  | UKR  |             | 98%   | 2 (2+0)     | 16:43,6      | +3:51,8 |
| 6      | 6  | Robbi Weldon      | CAN  |             | 98%   | 9 (4+5)     | 20:34,7      | +7:42,9 |